# غيم تريلرز
غيم تريلرز (بالإنجليزية: GameTrailers)‏ كان موقعا على الإنترنت متخصصا في المحتوى المتعلق بألعاب الفيديو. يقدم مراجعات، استعراضات، عروض ألعاب ولقطات لعب من داخل الألعاب. يمكن للمستخدمين رفع مقاطع فيديو، إنشاء مدونات والمشاركة في المنتديات. يمكن للمستخدمين أيضاً إنشاء مجموعات لألعاب أو اهتمامات أخرى. توقف رسميا في 2016.